# دانشگاه علوم و هنر اوکلاهاما
دانشگاه علوم و هنر اوکلاهاما یک دانشگاه عمومی هنرهای آزاد در چیکاشا، اوکلاهما است. این تنها کالج عمومی در اوکلاهاما است که برنامه درسی کاملاً مبتنی بر هنرهای لیبرال دارد و یکی از اعضای شورای کالج‌های هنرهای آزاد عمومی است. این مؤسسه در سال ۱۹۰۸ به عنوان مدرسه ای برای زنان تأسیس شد. این دانشگاه از سال ۱۹۱۲ تا ۱۹۶۵ به عنوان کالج زنان اوکلاهما شناخته می‌شد. در سال ۱۹۶۵ به صورت مختلط درآمد و امروزه تقریباً ۸۰۰ دانشجو را آموزش می‌دهد. در سال ۲۰۰۱، کل پردیس کالج زنان اوکلاهما به عنوان یک منطقه تاریخی ملی ثبت شد.